# おおぐま座イータ星
おおぐま座η星は、おおぐま座の恒星で2等星。北斗七星を形成する恒星の1つでもあり、ひしゃくの柄の先に位置する。

## 特徴
地球からは北斗七星の他の星と近い位置にあるように見える。しかし、この恒星とα星は、他の北斗七星の星が属しているおおぐま座運動星団に属していない。
青白い主系列星であり、比較的若い星である。肉眼で見ることのできる星としては高温の部類に入る。恒星風による強いX線による温度上昇もあるとみられている。

## 名称
Eta Ursae Majoris、略称は η UMa。固有名のアルカイド（Alkaid） は「先頭（の娘）」という意味をもつアラビア語の al-qāʾid（アラビア語：القائد, アル＝カーイド）が語源である。2016年6月30日に国際天文学連合の恒星の命名に関するワーキンググループ（Working Group on Star Names, WGSN）は、Alkaid をおおぐま座η星の固有名として正式に承認した。
別名のベネトナシュ（Benetnasch）は「大きい棺台の娘達の長」を意味するアラビア語の K.a_'id Bana_t al Na'ash（カイド・バナト・アル・ナアシュ）を語源とする。これも北斗七星のうち、α星、β星、γ星、δ星が形作る四角形を棺台に見立て、ε星、ζ星、η星を、棺台を引く娘たちと見立てたことに由来する。リチャード・ヒンクリー・アレンは、ポラリス（現在の北極星）の近くを取り囲む星々はベネトナシュの娘たちであり、北極星の周りを周回する星は、厳かな動きをしていると考えられているとしている。
また、中国では『淮南子』本経訓に瑤光として見え、唐の密教経典『仏説北斗七星延命経』では破軍（はぐん）とされている。この星の守護を得ると、戦に勝てると信じられていた。

## 画像

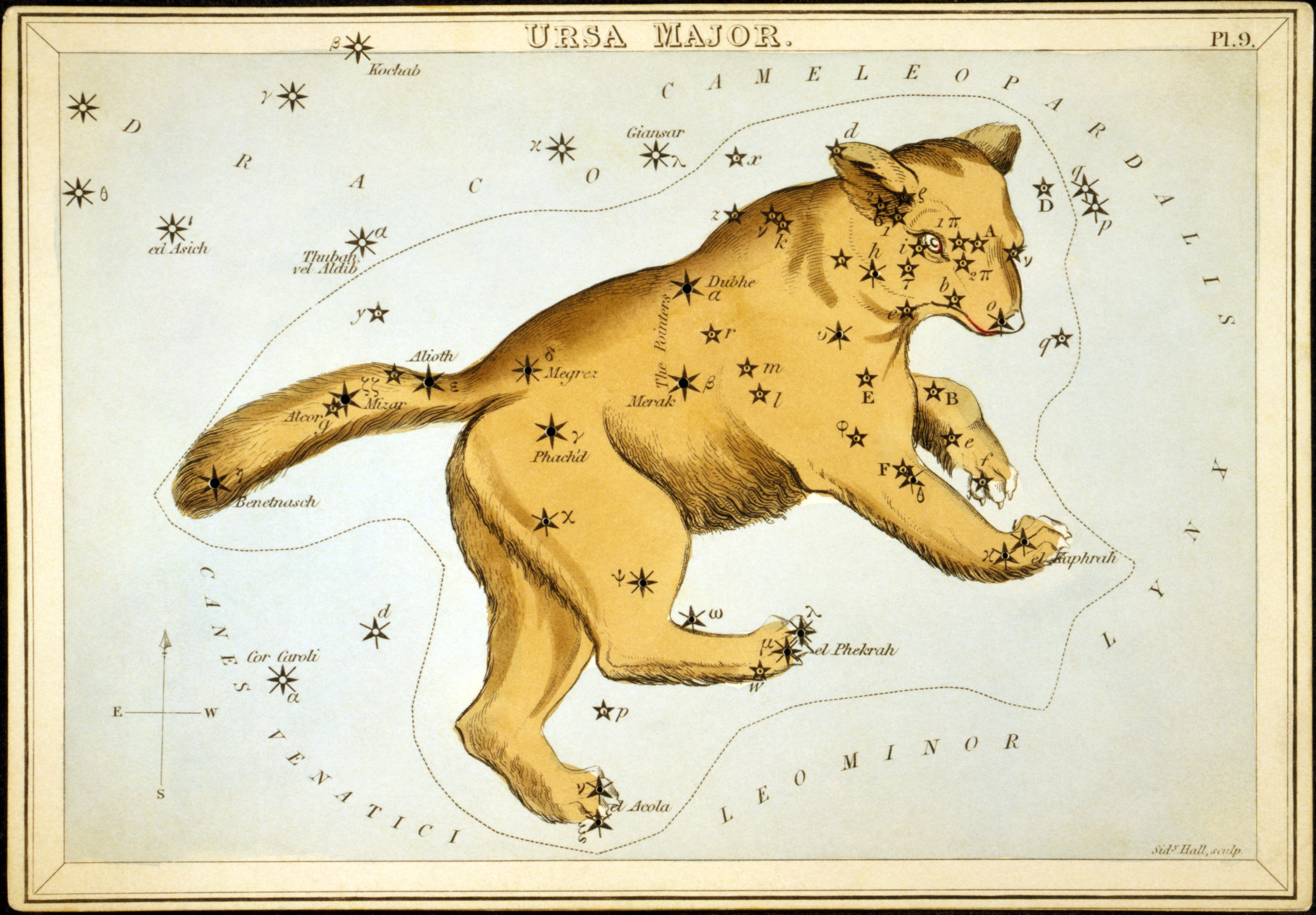
Sydney Hallによる、おおぐま座の星を表現した図。η星は尾の先の部分にあたる。